# Kim Ki-soo

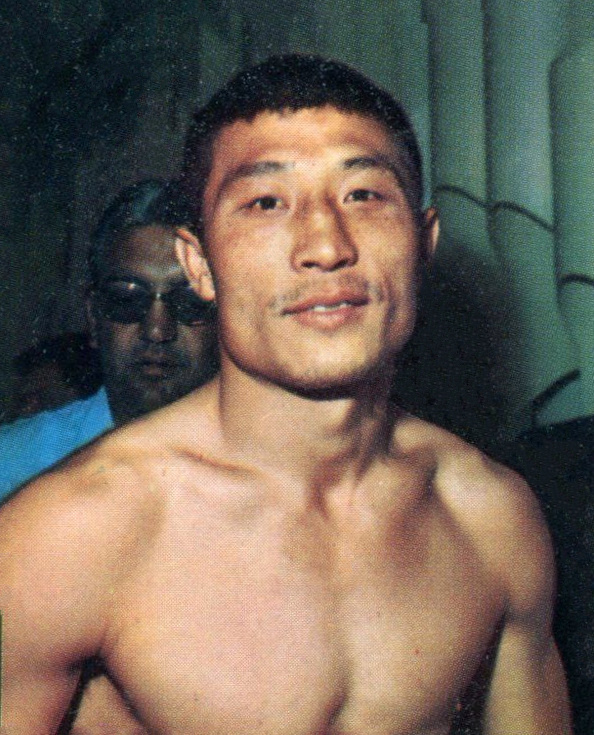
Kim Ki-soo (1968)

Kim Ki-soo (* 17. September 1939 in Pukchong, Nordkorea; † 6. Juni 1997 in Seoul, Südkorea) war ein südkoreanischer Boxer.
Bei den Amateuren gewann er unter anderem im Jahre 1958 die Goldmedaille bei den Asienspielen im Weltergewicht und bei den Profis war er von 1966 bis 1968 Weltmeister im Halbmittelgewicht. 1960 nahm er an den Olympischen Spielen in Rom teil. Er besiegte Henry Perry aus Irland, unterlag anschließend jedoch Nino Benvenuti aus Italien nach Punkten.